# チタン酸カリウムウィスカー
チタン酸カリウムウィスカーとは、化学式K2OnTiO2で表されるチタン酸カリウムのウィスカーであり、繊維径0.2～0.6µm、繊維長10～20µmの人造鉱物繊維である。化学的、物理的に優れた特性を備えていることから石綿代替原料として使用されている。

## 特徴・性質
チタン酸カリウム繊維は高強度、高剛性、耐薬品性、耐摩耗性。耐熱性は約1,200℃であり、赤外線反射率が高く、熱伝導率が極めて低い。

## 用途
自動車のブレーキパッドなど摩擦材、耐火断熱材、絶縁材、精密フィルター、ガスケット、シール材などに利用されている。また、補強性があるので、エンジニアリングプラスチックの補強材として車両のインジェクションパネルやバンパー等に使用される。

## 製造方法
原料としてK2CO3とTiO2の混合物を用い、600～1200℃の温度で焼成し、固相反応によって合成する焼成法。1200～1500℃で溶融し、冷却して結晶化させる溶融法。K2MoO4またはK2WO4などをフラックスとして用いるフラックス法。KOHとTiO2を用い400～800℃、2000～4000気圧で合成する水熱法がある。

## 安全性
チタン酸カリウムウィスカーは歴史も新しく生産量も少ないことから、ヒトの健康影響に関するデータは少なく国際的な評価は受けていない。しかしながら、吸入性サイズであり、細く割れてさらに吸入されやすい細い繊維になる可能性が指摘されている。腹腔内注入試験では2種類の動物で中皮腫を認め、遺伝毒性と肺内滞留性があることからIARC（国際がん研究機関）ハザードhighの評価を受けている。
また、米環境保護庁は粒子径0.1µm以下のチタン酸カリウムを重要新規利用規則（SNUR）で製造禁止にしている。